# Estat del gat

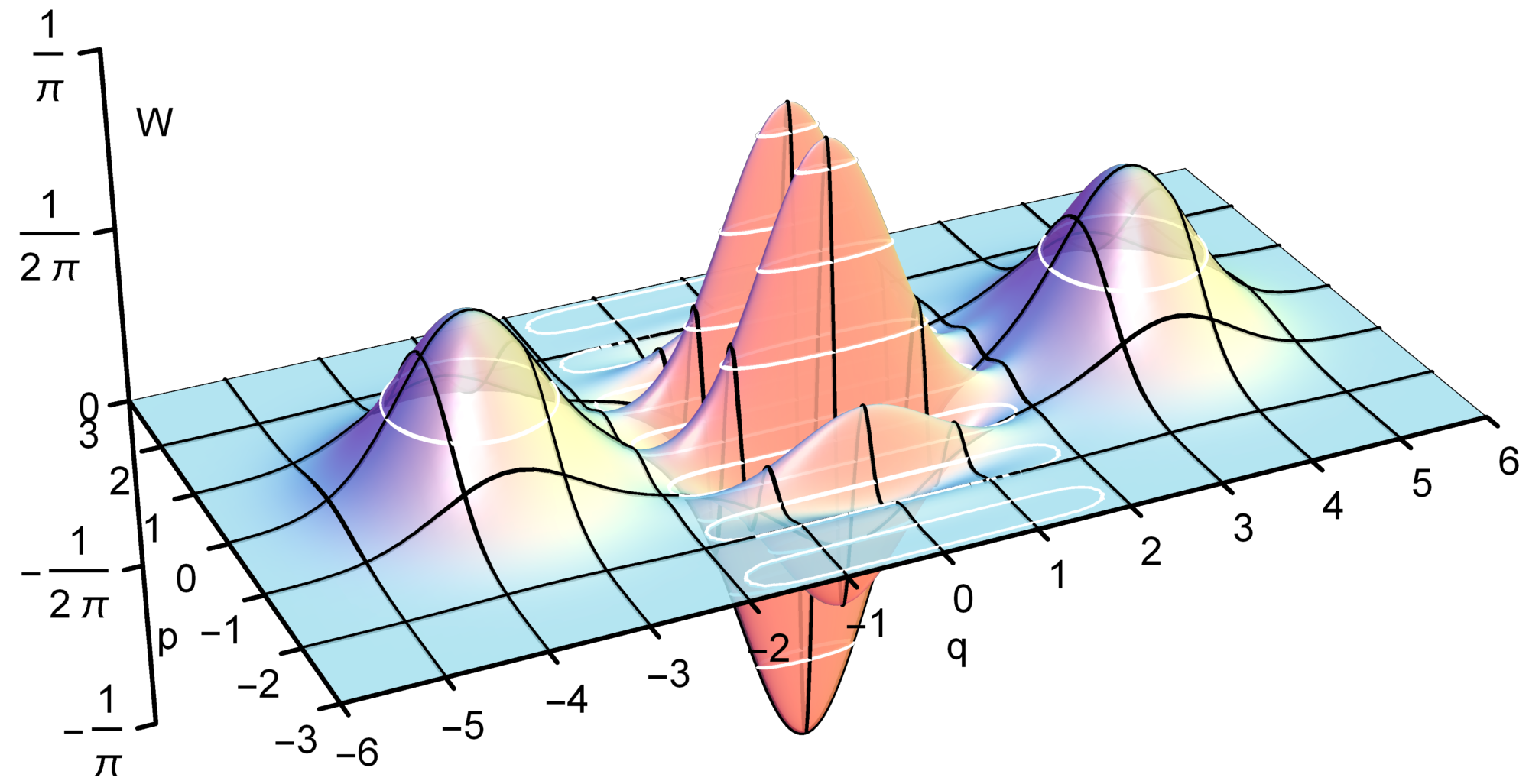
Distribució de quasiprobabilitat de Wigner d'un estat de gat imparell de α = 2.5

Evolució temporal de la distribució de probabilitat amb fase quàntica (color) d'un estat de gat amb α = 3. Les dues parts coherents interfereixen al centre.

En mecànica quàntica, l'estat del gat, que rep el nom del gat de Schrödinger, és un estat quàntic compost per dues condicions diametralment oposades al mateix temps, com les possibilitats que un gat estigui viu i mort al mateix temps.
Generalitzant l'experiment imaginari de Schrödinger, qualsevol altra superposició quàntica de dos estats macroscòpicament diferents també es coneix com a estat de gat. Un estat de gat pot ser d'un o més modes o partícules, per tant no és necessàriament un estat entrellaçat. Aquests estats de gats s'han realitzat experimentalment de diverses maneres i a diverses escales.

Funció de Wigner d'un estat de gat de Schrödinger.

Concretament, un estat gat pot referir-se a la possibilitat que diversos àtoms estiguin en una superposició de tots els girs cap amunt i tots els girs cap avall, conegut com a estat de Greenberger–Horne–Zeilinger (estat GHZ), que està molt entrellaçat. Aquest estat per a sis àtoms va ser realitzat per un equip dirigit per David Wineland al NIST el 2005.
Òpticament, l'estat GHZ es pot realitzar amb diversos fotons diferents en una superposició de tots els polaritzats verticalment i tots polaritzats horitzontalment. Aquests han estat realitzats experimentalment per un equip liderat per Pan Jianwei a la Universitat de Ciència i Tecnologia de la Xina, per exemple, entrellaçament de quatre fotons, entrellaçament de cinc fotons, entrellaçament de sis fotons, vuit fotons. entrellaçament de fotons, i estat de gat de cinc fotons i deu qubits.
Aquesta formulació de spin up/down va ser proposada per David Bohm, que va concebre el spin com un observable en una versió dels experiments de pensament formulats a la paradoxa de l'EPR de 1935.